# Пять дней до полуночи

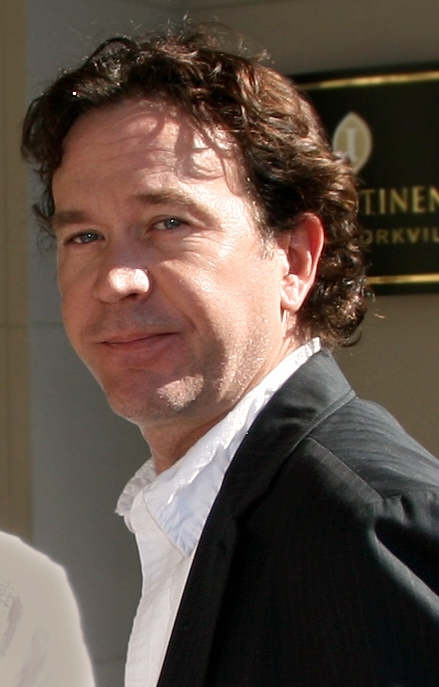
Тимоти Хаттон на Международном кинофестивале в Торонто, 2008 г.

Пять дней до полуночи (англ. 5ive Days to Midnight) — мини-сериал, показанный телеканалом Syfy (США) в 2004 году. История закручивается вокруг того, что профессор физики и известный учёный Джей Ти Ноймайер получает портфель из будущего, в котором находится полицейский файл с расследованием его смерти, которая должна случиться через 5 дней. Главную роль Джей Ти Ноймайера исполнил Тимоти Хаттон.

## В главных ролях[5][6]
- Тимоти Хаттон: Джей Ти Ноймайер (J.T. Neumeyer)
- Рэнди Куэйд: Ирвин Сикорски (Irwin Sikorski)
- Кэри Матчетт: Клавдия Уитней (Claudia Whitney)
- Хэмиш Линклейтер: Карл Аксельрод (Carl Axelrod)
- Ангус Макфадьен: Рой Бреммер (Roy Bremmer)
- Гейдж Голайтли: Джесси Ноймайер (Jesse Neumeyer)
- Николь де Бур: Чентал Хьюм (Chantal Hume)
- Дэвид Макилрайт (англ.): Брэд Хьюм (Brad Hume)
- Джанка́рло Эспо́зито: Тим Сандерс (Tim Sanders)

## Сюжет

##### День Первый
Профессор физики Джей Ти Ноймайер отмечает десятый день рождения своей дочери так же, как и десятый год смерти его жены, умершей при родах. Проезжая мимо стройки, Джей Ти Ноймайер чуть не погибает от упавшего металлического стержня, случайно оброненного строителями. На кладбище Джесси (дочь Ноймайера) находит за надгробием её матери портфель с именем её отца. Думая, что портфель должен принадлежать какому-то другому «Профессору Джей Ти Ноймайеру» (несмотря на малую вероятность того, что такой человек будет также жить в Сиэтле и навещал ту же могилу), он пытается открыть кодовый замок для того, чтобы узнать больше о владельце. Наконец ему это удается после того, как он вводит день рождения дочери. Открыв портфель, Ноймайер находит файл полиции с фотографиями, вырезками из газет и доказательствами его зверского убийства через 5 дней (в будущем).
Ноймайер расстроен, но намерен определить, откуда появился портфель. Сначала он думает, что это шутка, организованная блестящим, но эксцентричным аспирантом по имени Карл Аксельрод. Ноймайер выслеживает Ирвина Сикорски, детектива по расследованию убийств, имя которого фигурирует в файле полиции из портфеля как имя следователя. Детектив указывает на дыры в истории, в частности ссылаясь на то, что файл говорит, что он пропустил вскрытие, и он заявляет, что даже не знает, когда последний раз пропустил вскрытие. Ноймайер едет домой. Он собирается наблюдать за событиями, происходящими с ним, чтобы сравнить их с тем, что указано в файле. Ноймайер получает синюю куртку от его подруги, Клавдии; записи в файле показывают, что он будет в этой же куртке, когда будет найден мертвым.

##### День Второй
Больше вещей из файла оказываются правдой. Компания по прокату присылает ему зелёный Джип Чероки, который также присутствует на фотографиях из файла. Сикорски сообщает Ноймайеру, что у него запланирован поход к врачу на день прогнозируемого вскрытия Ноймайера, то есть он не сможет на нём присутствовать. На задней части газетной вырезки, найденной в портфеле, есть история о молодой женщине (Мэнди Мерфи), погибшей от упавшего во время шторма дерева. Ноймайер предотвращает её смерть, изменяя таким образом будущее. С этого момента он уверен, что информация из файла в портфеле реальна. Карл Аксельрод выходит из-под подозрения, и Ноймайер дает ему задание узнать, как портфель появился из будущего. Другой подозреваемый из списка оказывается бывшим мужем Клавдии, Роем Бреммером, гангстером, который постоянно выслеживает Клавдию. Клавдия признается Ноймайеру, что она все ещё замужем за Бреммером, и она дает Ноймайеру пистолет для самозащиты. Клавдия планирует сбежать прежде, чем Бреммер сможет найти её, но Ноймайер убеждает её остаться, чтобы он смог защитить её. Мужчина в автомобиле через дорогу снимает на фотоаппарат то, как Ноймайер и Клавдия целуются, и отправляет фотографии Бреммеру по почте.

##### День Третий
Мотивы устанавливаются для списка подозреваемых в полицейском файле следующим образом:
- Становится ясно, что Карл, поклоняющийся физике, начинает видеть смерть Джей Ти как неизбежность.
- Брэд видит возможность сделать деньги, запатентовав неизвестный науке материал, из которого сделан портфель, но Джей Ти против этого (даже называет это воровством), и Брэд рассматривает Джей Ти как препятствие к обогащению.
- Рой Бреммер находит Джей Ти и угрожает ему и его дочери Джесси, требуя вернуть свою жену Клавдию (которую первоначально звали Анджела).
- Клавдия увеличивает полис страхования жизни Джей Ти с 2 до 4 миллионов долларов (деньги могут в будущем достаться Джесси).

Джей Ти стремится избежать своей судьбы, покупая билет на самолет, чтобы быть вне города на момент своей предполагаемой смерти. Самолет взлетает, давая Джей Ти чувство облегчения, пока менее, чем за час полета, больной пассажир не вынуждает пилота развернуть самолет обратно в город и сесть.
В конце эпизода, выясняется, Мэнди Мерфи умерла в ужасной автокатастрофе. Хотя Джей Ти предотвратил её смерть в одном инциденте, она все равно умерла от несчастного случая. Джей Ти начинает верить, что, хотя он может изменить обстоятельства и детали чьей-то смерти, он не может изменить окончательную судьбу кого-либо, в том числе возможно свою собственную.

##### День Четвёртый
Джей Ти смиряется со своей судьбой и снимает видео для Джесси, в котором оглашает своё завещание и рассказывает Джесси как он бы хотел видеть её будущее. Джесси открывает портфель и узнает, что её отцу суждено умереть. Она начинает своё собственное расследование, выясняя, что собака Мерфи осталась жива (хотя ей суждено было умереть вместе с хозяйкой), а значит спастись от смерти возможно.
Джей Ти меняет свою тактику по изменению будущего, удаляя мотивы и блокируя возможности подозреваемых из списка:
- Когда становится невозможным убедить Карла, что физика — это всего лишь физика, Джей Ти хитростью отправляет Карла в психиатрическую лечебницу на несколько дней.
- Джей Ти обещает отдать Бреду портфель после того, как решит свои проблемы, таким образом устраняя потенциальную угрозу от Брэда.
- Джей Ти встречает Роя Бреммера и предлагает ему заработать денег на исследовании материала, из которого сделан портфель, но Бреммер не заинтересован в этом. Джей Ти даже пытается застрелить его в качестве последнего средства, но не в состоянии нажать на курок. Появляется Сикорски и арестовывает Бреммера.
- Джей Ти не верит, что Клавдия имеет мотив убить его, и поэтому работает над удалением других угроз.

День заканчивается побегом Карла из больницы. Он крадет портфель из дома Ноймайера. Брэд перехватывает Карла и нападает на него, чтобы отнять портфель, но безуспешно. Рой выходит из тюрьмы как только связывается с адвокатом. Все трое подозреваемых снова имеют мотив и возможность убить Джей Ти.

##### День Пятый
Сикорски убивает Бреммера, затем он собирается убить Джей Ти и Клавдию. Сикорски знал о 12 миллионах долларов собственности, которые Клавдия теперь унаследовала от Роя. Сикорски объявляет о своих планах обогатиться и пытается заставить Клавдию переписать деньги на него, а затем убить всех.
Карл крадет арендованный зелёный джип Джей Ти. Карл и Бред независимо отправляются в бар, где находятся Джей Ти и Клавдия. Карл пытается убить Брэда на украденном джипе, но Брэд стреляет из ружья в него. Карл теряет контроль над автомобилем и врезается в бар, сбивая с ног Сикорски. Джей Ти заряжает пустой пистолет, который Сикорски дал Джей Ти, пулей из портфеля. Сикорски блефует, что пуля не будет работать, потому что она из будущего, но Джей Ти убивает ей Сикорски за секунды до того, как Сикорски стреляет из своего пистолета.
Карл намеревается убить Джей Ти, не боясь даже сесть в тюрьму, считая, что события, указанные в файле полиции, не должны быть изменены. Джей Ти говорит Карлу посмотреть в портфель, предсказывая, что файл изменился с учётом гибели Бреммера и Сикорски, и сейчас там находятся подробности их неудачной попытки убить Джей Ти. Карл очарован изменениями в файле, которые он наблюдает, считая, что законы физики были удовлетворены.
После того, как выжившие выходят из бара, Джей Ти предполагает, что Джесси, чье второе имя Трэйси, и есть «профессор Джей Ти Ноймайер», владеющая портфелем в будущем, и что она должна быть той, кто пошлет портфель в прошлое в качестве предупреждения для её отца с использованием неких, пока ещё не существующих технологий.